# Annerys Vargas
Annerys Victoria Vargas Valdez (7 d'agost de 1981 en Santo Domingo) és una jugadora de voleibol que competeix per la República Dominicana, que va guanyar la medalla d'or amb la selecció nacional en els Jocs Panamericans 2003, celebrats a la capital dominicana. En aquests jocs va ser premiada Millor Servei i Millor Bloqueig. Més tard aquest any, va guanyar el premi al Millor Bloqueig i la Medalla de Bronze en el Campionat Norceca 2003.
Es va unir a l'equip porto-riqueny Vaqueres de Bayamón de la Lliga de Voleibol Superior Femenina, per a les temporades 2005 i 2006. Va ser seleccionada entre el "Equip Ofensiu" per a la temporada del 2005 i va guanyar el premi al "Millor Bloqueig" i seleccionada entre el "Equip d'Estrelles" per a la temporada del 2006. Mentre jugava a Puerto Rico, on era tot un ídol, va perdre una de les seves sabatilles esportives i un fan va saltar ràpidament a la pista i la va recollir, i va haver d'acabar el joc amb només una de les seves sabatilles.
En el torneig de voleibol durant els Jocs Centreamericans i del Carib 2006, va ser seleccionada com a "Jugadora Més Valuosa", "Millor Bloqueig" i "Millor Servei" alhora que guanyava la medalla d'or amb la seva Selecció Nacional. Després d'una temporada 2006 molt reeixida, va ser escollida en la República Dominicana com la "Atleta de l'Any" en voleibol.
Per a la temporada 2006-2007, es va unir a l'equip espanyol Grup 2002 Múrcia, equip amb el qual va conquistar la Copa de la Reina, La Supercopa i la Lliga. Celebrant el títol de Lliga, Annerys al costat de les seves companyes, es van banyar en la font de la Plaça Circular de Múrcia. Durant aquesta mateixa temporada, va guanyar amb el seu equip la copa CEV Top Teams 2007.
Va participar amb la seva selecció nacional en el Torneig Mundial de Classificació Olímpica, quedant el seu equip en el 4t. lloc, sense classificar als Jocs Olímpics de Pequín 2008. Ella va ser seleccionada com a "Millor Bloqueig" en aquest torneig.
Va guanyar la Copa CEV Challenge 2008 amb l'equip turc Vakıfbank Güneş Sigorta d'Istanbul, sent guardonada amb el premi del "Millor Bloqueig".

## Clubs
- Simón Bolívar (1996-1998)
- Modeca (1999-2002)
- Els Cadells (2003-2004)
- Modeca (2005)
- Bameso (2006)
- Vaqueres de Bayamón (2005-2006)
- Grup 2002 Múrcia (2006-2007)
- Vakıfbank Güneş Sigorta Istanbul (2007-2008)
- la Romana (2008)
- Criolles de Caguas (2009)
- Usiminas/Mines (2009-2010)
- Criolles de Caguas (2011)

## Palmarès

### Individual
- Jocs Panamericans 2003 "Millor Servei"
- Jocs Panamericans 2003 "Millor Bloqueig"
- Campionat NORCECA 2003 "Millor Bloqueig"
- Lliga de Voleibol Superior Femenina de Puerto Rico 2005 "Equip Ofensiu"
- Lliga de Voleibol Superior Femenina de Puerto Rico 2006 "Equip d'Estrelles"
- Lliga de Voleibol Superior Femenina de Puerto Rico 2006 "Millor Bloqueig"
- Jocs Centreamericans i del Carib 2006 "Jugadora Mes Valuosa"
- Jocs Centreamericans i del Carib 2006 "Millor Bloqueig"
- Jocs Centreamericans i del Carib 2006 "Millor Servei"
- Atleta de l'Any de la República Dominicana 2006 "Millor Jugadora de Voleibol"
- Torneig de Classificació Olímpica 2008 "Millor Bloqueig"
- Copa CEV Challenge 2007-09 "Millor Bloqueig"
- Jocs Centreamericans i del Carib 2010 "Millor Bloqueig"
- Campionat Mundial de Clubs 2010 "Millor Bloqueig"

### Selecció femenina de voleibol de la República Dominicana
- Copa de Grans Campions:
  -  Medalla de Bronze. Tòquio/Fukuoka 2009

- Copa Panamericana:
  -  Medalla d'Or. Rosarito/Tijuana 2010.
  -  Medalla d'Or. Mexicali/Tijuana 2008.
  -  Medalla de Plata. Miami 2009.
  -  Medalla de Plata. Santo Domingo 2005.
  -  Medalla de Bronze. Colima 2007.

- Jocs Panamericans:
  -  Medalla d'Or en els Jocs Panamericans de Santo Domingo 2003.

- Campionat Continental NORCECA:
- . Bayamón 2009.
- Medalla de Medalla d'Or/Bronze. Santo Domingo 2003.
- Medalla de Bronze. Port of Spain 2005.

- Jocs Centreamericans i del Carib:
  -  Medalla d'or en els Jocs Centreamericans i del Carib de 2002
  -  Medalla d'or en els Jocs Centreamericans i del Carib de 2006

- Copa Final Four:
  -  Medalla de Plata. Fortaleza 2008.
  -  Medalla de Bronze. Lima 2009.

### Clubs
- Supercopa d'Espanya 2006 -  Campiona, amb Grup 2002 Múrcia
- Copa CEV Top Teams 2007 -  Campiona, amb Grup 2002 Múrcia
- Copa de la Reina 2007 -  Campiona, amb Grup 2002 Múrcia
- Superliga d'Espanya 2007 -  Campiona, amb Grup 2002 Múrcia
- Copa CEV Challenge 2008 -  Campiona, amb VakıfBank Güneş Sigorta Istanbul